# Figge Norling
Fredrik Olof Johan "Figge" Norling, född 1 maj 1965 i Lycksele, är en svensk skådespelare.

## Biografi
Figge Norling är uppväxt i Karlskoga där han bland annat uppträdde som sångare i det lokala rockbandet Point Five. När han var 21 år flyttade han till Stockholm i för att bli skådespelare och fick en roll vid Teater Hydra. Två år senare utbildade han sig 1988–1991 vid Teaterhögskolan i Stockholm. Därefter har han spelat vid Riksteatern och på Dramaten. Tillsammans med bland andra Tova Magnusson, Simon Norrthon är han sedan 1995 medlem av humorgruppen Clownen luktar bensin, som uppträtt framför allt i radio och senare även på scen.
Som filmskådespelare blev han först uppmärksammad genom rollen i Svart Lucia (1992) och senare genom rollen som radiopratare i de två serieomgångarna av Radioskugga (1995 och 1997).

## Filmografi i urval
- 1990 – Apelsinmannen
- 1992 – Vi ses i Kraków
- 1992 – Yasemin på flykt (TV-serie)
- 1992 – Svart Lucia
- 1995 – Radioskugga (TV-serie) (till och med 1997)
- 1996 – Drömprinsen – filmen om Em
- 1996 – Anna Holt – Polis (TV-serie) (gästroll)
- 1997 – Beck – Lockpojken
- 1997 – Beck – Mannen med ikonerna
- 1998 – Vita lögner (TV-serie) (gästroll)
- 2000 – Hjälp! Jag är en fisk
- 2000 – Kejsarens nya stil
- 2000 – Naken
- 2001 – Puder
- 2004 – Fröken Sverige
- 2005 – Loranga, Masarin & Dartanjang
- 2005 – Kejsarens nya stil 2 – Kronks nya stil
- 2006–2008 – Kejsarens nya skola (TV-serie)
- 2007 – Isprinsessan
- 2008 – Skägget i brevlådan (TV-serie)
- 2009 – Wallander – Prästen
- 2013 – Hur många kramar finns det i världen?
- 2014 – Lego-filmen
- 2016 – Zootropolis
- 2016 – Peter och draken Elliott
- 2017 – Smurfarna: Den försvunna byn
- 2018 – Gråzon (TV-serie)
- 2018 – Superhjältarna 2

## Teater

### Roller (ej komplett)
| År   | Roll                       | Produktion                                         | Regi            | Teater                               |
| ---- | -------------------------- | -------------------------------------------------- | --------------- | ------------------------------------ |
| 1994 | Officeren Han Mannen Herrn | Ett drömspel August Strindberg                     | Robert Lepage   | Dramaten                             |
| 1999 | Charley Wykeham            | Charleys tant Brandon Thomas                       | Thomas Ryberger | Intiman                              |
| 2001 | Patrik Larsson             | Hela sjukan Eric Chappell                          | Thomas Ryberger | Scalateatern/ Riksteatern            |
| 2007 | Roger                      | Alla var där Derek Benfield                        | Figge Norling   | Mellanfjärdsteatern                  |
| 2008 |                            | Pengarna eller livet Ray Cooney                    | Robert Dröse    | Hotell Södra Berget, Sundsvall Turné |
| 2012 | Brudgummen                 | Nu är det klippt Robert Dröse                      | Robert Dröse    | Maximteatern och turné               |
| 2012 | Kungen Dvärg               | Snövit Robert Dröse                                | Robert Dröse    | Rival och turné                      |
| 2024 |                            | Den komiska tragedin Yves Hunstad och Eva Bonfanti |                 | Teater Brunnsgatan Fyra              |

### Regi (ej komplett)
| År   | Produktion                                    | Upphovsmän                               | Teater                |
| ---- | --------------------------------------------- | ---------------------------------------- | --------------------- |
| 2003 | Mister Ernest The Importance of Being Earnest | Oscar Wilde                              | Mellanfjärdens teater |
| 2007 | Alla var där Anyone for Breakfast?            | Derek Benfield Översättning Calle Norlén | Mellanfjärdsteatern   |